# ایر آلبانیا
ایر آلبانیا، هواپیمایی ملی و حامل پرچم آلبانی است که در شهر ریناس واقع شده‌است. قطب این شرکت هواپیمایی در فرودگاه بینالمللی مادر ترزای تیراناست، که در آن دفتر مرکزی شرکت نیز واقع شده‌است.

## مقصد
تنها مقصد فعلی هواپیمایی استانبول است. این افتتاح در تاریخ ۱۹ آوریل ۲۰۱۹ صورت گرفت.
در آوریل ۲۰۱۹، ایر آلبانیا به مقصدهای زیر پرواز می‌کند:
| شهر      | کشور    | فرودگاه                              | یادداشت |
| -------- | ------- | ------------------------------------ | ------- |
| تیرانا   | آلبانی  | فرودگاه بین‌المللی تیرانا Nënë Tereza | قطب     |
| استانبول | بوقلمون | فرودگاه استانبول                     |         |

## ناوگان

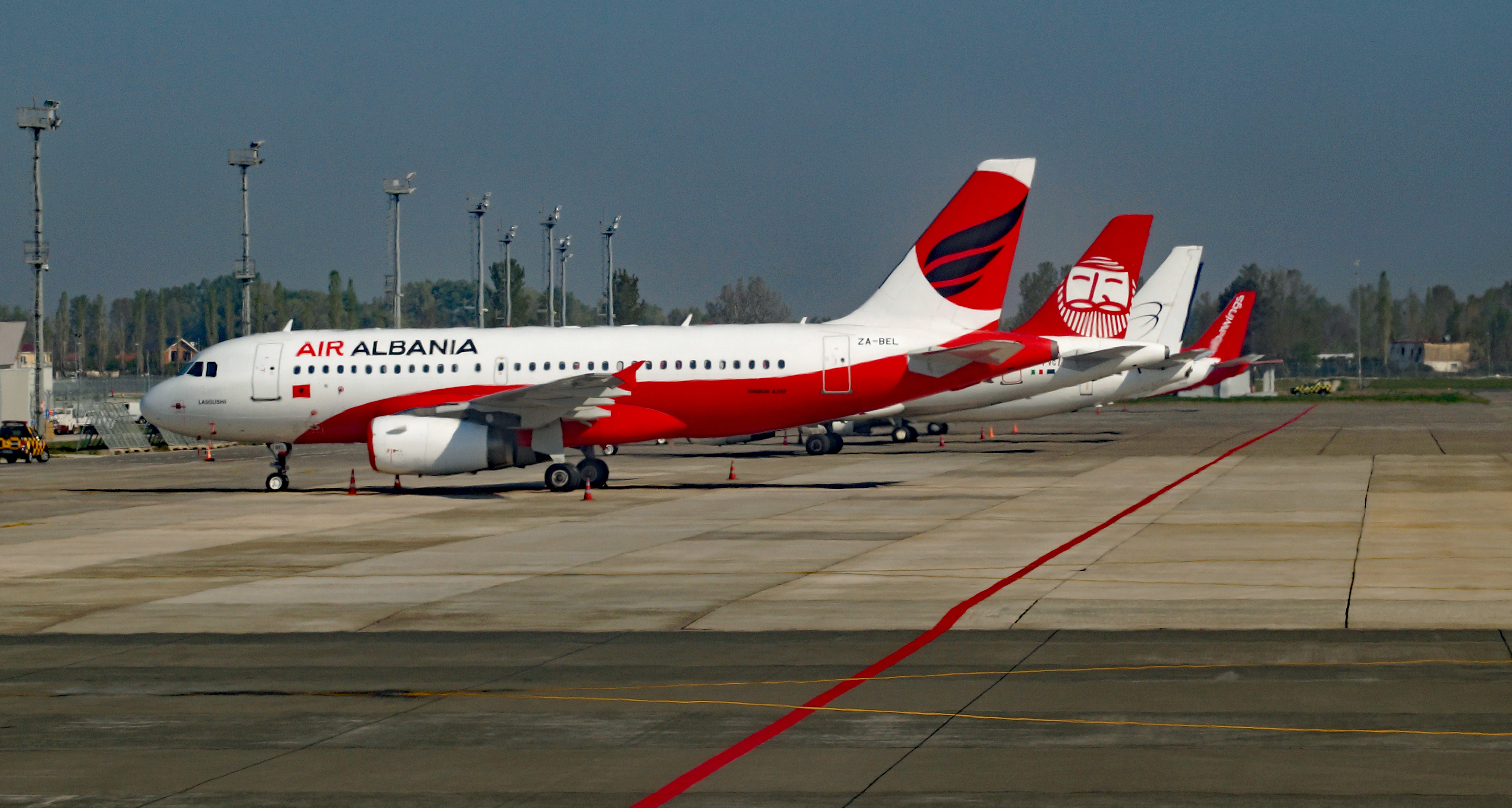
ایرباس A319 در فرودگاه بین‌المللی تیرانا

در سپتامبر ۲۰۱۸، ناوگان ایر آلبانیا شامل هواپیمای زیر است:
| هواپیما          | در خدمت | سفارش‌ها | مسافران | مسافران | مسافران | یادداشت              |
| هواپیما          | در خدمت | سفارش‌ها | C       | Y       | کل      | یادداشت              |
| ---------------- | ------- | ------- | ------- | ------- | ------- | -------------------- |
| ایرباس ای۳۱۹-۱۰۰ | ۱       | —       | —       | ۱۶۰     | ۱۶۰     |                      |
| ایرباس ای۳۲۰–۲۰۰ | —       | ۲       | TBA     | TBA     | TBA     | سفارش برنامه‌ریزی شده |
| کل               | ۱       | ۲       |         |         |         |                      |